# Vítězný oblouk

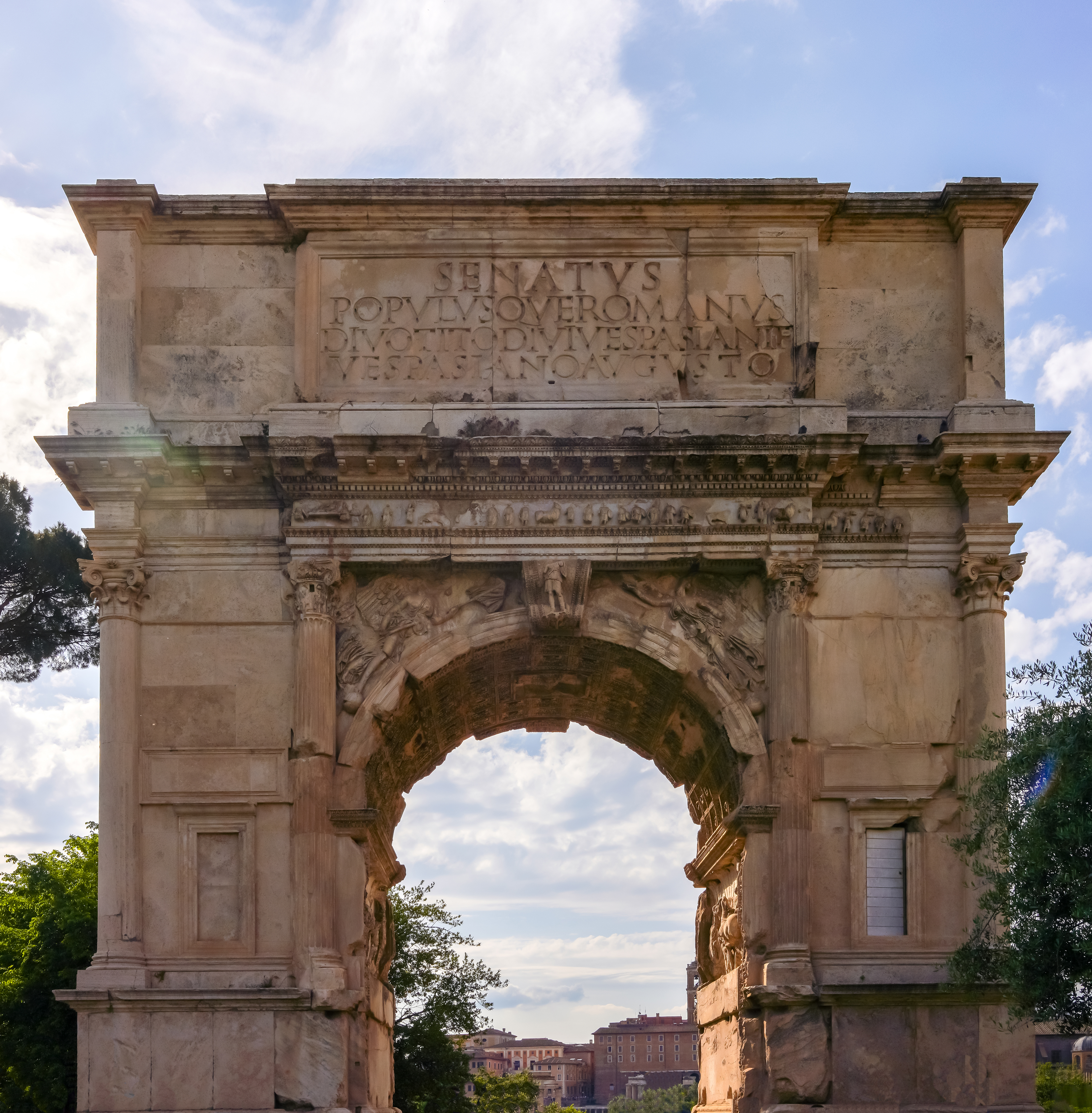
Titův vítězný oblouk

Vítězný nebo také triumfální oblouk je monumentální stavba ve tvaru otevřené brány, která byla už od starověku stavěna na počest vítězství ve válce. První zprávy o nich pocházejí ze Říma z období přelomu letopočtu. Dosud zachované jsou v Římě: oblouk Konstantina I. vedle Kolosea, Titův vítězný oblouk a Oblouk Septimia Severa – oba na Foru Romanu.
Jelikož byly triumfální průvody pro římské vojevůdce a císaře organizovány výhradně v Římě a Konstantinopoli, měly by se vítězné oblouky mimo tato města označovat jako slavobrány.[zdroj?] Později byly stavěny v mnoha zemích, nejvíce je jich v Itálii, Francii a Rusku. V roce 1986 byly nalezeny zbytky nejseverněji položené římské slavobrány ve městě Mainz-Kastel.
Největším vítězným obloukem světa je Památník revoluce v Mexiku, druhý nejvyšší vítězný oblouk v pořadí se nachází v hlavním městě Severní Koreje Pchjongjangu. Byl vybudován podle vzoru slavného Napoleonova vítězného oblouku v Paříži, ve skutečnosti je ovšem vyšší.

## V kostele

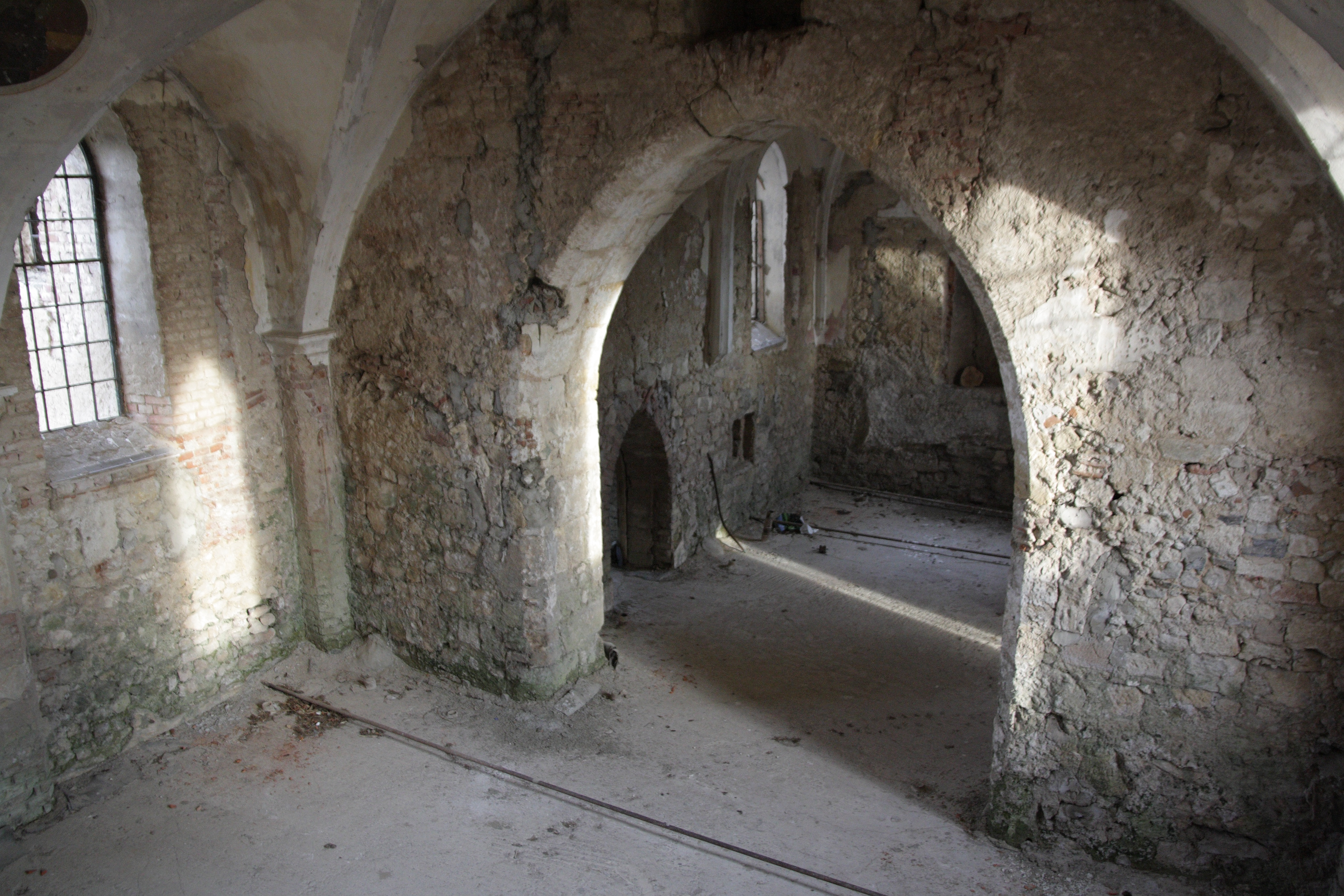
Vítězný oblouk s lomeným záklenkem odděluje prostor lodi a kněžiště (kostel svatého Linharta v Mušově).

V katolickém kostele se tímto označením označuje oblouk oddělující kněžiště a loď. Používá se pro něj také termín triumfální oblouk. Ve středověku byl na rozhraní lodi a kněžiště postaven tzv. letner (nazývaný také lektorium neboli chórová přepážka). Ve vítězném (triumfálním) oblouku bývala v úrovni patek oblouku na vodorovném břevně umístěna rozměrná dřevěná socha ukřižovaného Krista s Pannou Marií a svatým Janem.